# Théâtre du Lierre
Le Théâtre du Lierre est un ancien théâtre situé 22, rue du Chevaleret dans le quartier de la Gare du 13e arrondissement de Paris, non loin du site de Tolbiac (François-Mitterrand) de la Bibliothèque nationale de France. 
Farid Paya fonde la Compagnie du Lierre en 1974, puis ouvre en 1980 le Lierre Théâtre en présentant un premier spectacle, « Les Pâques à New York », d'après Cendrars. Dès lors, il dirige l'établissement.
Le lieu est un ancien hangar de réparation de locomotives de la SNCF qui était devenu une cantine pour les cheminots, puis un local de vente de l'Armée du salut. 
À partir de 1988, le théâtre accueille des compagnies, ensembles musicaux et compagnies de danse. 
En 2009, le Ministère de la Culture annonce une suppression des subventions attribuées au théâtre. Celui-ci disparaît en 2011, dans le cadre des travaux de l’opération d'aménagement Paris Rive Gauche. 
À la suite de la destruction du Théâtre du Lierre, Farid Paya décide poursuivre ailleurs l’activité de la Compagnie du Lierre. (En 2012, au Théâtre de l’Épée de Bois, installé à La Cartoucherie de Vincennes). 